# Mosmota
Mosmota es una pequeña localidad del departamento Juan Martín de Pueyrredón, provincia de San Luis, Argentina.
Se encuentra próxima al límite con la provincia de Mendoza.

## Población
Cuenta con 9 habitantes (Indec, 2010), lo que representa un descenso del 25% frente a los 12 habitantes (Indec, 2001) del censo anterior.
| Gráfica de evolución demográfica de Mosmota entre 1960 y 2010 |
|                                                               |
| Fuente: Censos nacionales del INDEC                           |